# Trillingane
Trillingane är en kulle i Antarktis. Den ligger i Östantarktis. Norge gör anspråk på området. Toppen på Trillingane är 1 328 meter över havet, eller 26 meter över den omgivande terrängen. Bredden vid basen är 1,2 km.
Terrängen runt Trillingane är huvudsakligen platt, men västerut är den kuperad. Trakten är obefolkad. Det finns inga samhällen i närheten.